# Sayad Mardani
Sayad Mardani –en persa, سجاد مردانی– (Shahrekord, 1 de julio de 1988) es un deportista iraní que compite en taekwondo.
Ganó dos medallas en el Campeonato Mundial de Taekwondo, en los años 2013 y 2022, y dos medallas en el Campeonato Asiático de Taekwondo, en los años 2012 y 2021.

## Palmarés internacional
| Campeonato Mundial  | Campeonato Mundial           | Campeonato Mundial | Campeonato Mundial |
| Año                 | Lugar                        | Medalla            | Categoría          |
| ------------------- | ---------------------------- | ------------------ | ------------------ |
| 2013                | Puebla (México)              | Medalla de plata   | +87 kg             |
| 2022                | Guadalajara (México)         | Medalla de bronce  | +87 kg             |
| Campeonato Asiático |                              |                    |                    |
| Año                 | Lugar                        | Medalla            | Categoría          |
| 2012                | Ciudad Ho Chi Minh (Vietnam) | Medalla de bronce  | +87 kg             |
| 2021                | Beirut (Líbano)              | Medalla de oro     | +87 kg             |